# Takada Nobuyuki
Nobuyuki Takada (sinh ngày 11 tháng 8 năm 1970) là một cầu thủ bóng đá người Nhật Bản.

## Sự nghiệp câu lạc bộ
Nobuyuki Takada đã từng chơi cho Shimizu S-Pulse.